# Gregg Forrest
Gregg Forrest (* 1966) ist ein ehemaliger US-amerikanischer Schauspieler und Kinderdarsteller.
Forrest erste Rolle war in dem amerikanischen Spielfilm Sex and the married Woman, aus dem Jahr 1977. Es folgten weitere, kleinere Auftritte in Fernsehserien, ehe er 1979 international durch die Serie Die Bären sind los bekannt wurde. Dort spielte er den kindlichen Playboy Kelly Leek, der als Draufgänger das Baseball-Team der Bären verstärkt. Im gleichen Jahr hatte er in dem Film Vier irre Typen jedoch seinen letzten Auftritt. Forrest trat fortan nicht mehr als Schauspieler in Erscheinung.

## Weblink
- Gregg Forrest bei IMDb

| Personendaten    | Personendaten                                       |
| ---------------- | --------------------------------------------------- |
| NAME             | Forrest, Gregg                                      |
| KURZBESCHREIBUNG | US-amerikanischer Schauspieler und Kinderdarsteller |
| GEBURTSDATUM     | 1966                                                |